# CD Soinca Bata
Club Deportivo Soinca Bata war ein chilenischer Fußballverein aus Melipilla. Der Verein wurde am 1. Juni 1963 gegründet und stellte am Ende der Saison 1991 den Spielbetrieb ein. Die Verbandsrechte gingen auf Deportes Melipilla über. Soinca Bata wurde 2005 als Verein endgültig aufgelöst. Zuvor hatte der Klub zwischen 1975 und 1991 insgesamt sechs Jahre lang in der zweiten Liga gespielt. Soinca Bata trug seine Heimspiele im Estadio Soinca Bata aus.

## Geschichte
Der Club Deportivo Soinca Bata wurde am 1. Juni 1961 in Melipilla von Vertretern der Sociedad Industrial de Calzado (SOINCA) gegründet. Die Interessengemeinschaft SOINCA stellte Schuhe der Marke Bata her. 1971 trat der Verein dem Fußballverband von Melipilla bei und spielte fortan im Campeonato Regional Central, den er 1974 gewann. Dadurch nahm der Klub erstmals am vom nationalen Verband organisierten Spielbetrieb der 2. Liga teil, stieg allerdings als Tabellenletzter direkt wieder in die Amateurliga ab.
Jahre später reintegrierte sich der Verein in den nationalen Verband und gewann 1984 die Cuarta División. 1985 stieg Soinca Bata als Vizemeister in die 2. Spielklasse des Landes auf, stieg allerdings nach zwei Saisons wieder ab. Doch der Verein wurde in der Tercera División Meister und etablierte sich daraufhin in der 2. Liga, so dass der Verein 1991 an den Aufstiegsspielen zur Primera División teilnahm. Als Liguilla-Dritter verpasste der Verein den Aufstieg nur knapp. Mit den Erfolgen der Mannschaft stiegen auch die Kosten. Die Geschäftsführung vom Unternehmen Bata, die die Interessengemeinschaft übernommen hatte, beschloss daraufhin, den Verein vom offiziellen Spielbetrieb abzumelden. Die Verbandsrechte gingen auf den daraufhin neu gegründeten Klub Deportes Melipilla über, der unabhängig von Soinca Bata agierte. Soinca Bata nahm danach noch an firmeninternen Fußballturnieren teil, wurde aber mit Schließung des Werks in Melipilla auch als Fußballverein aufgelöst.

## Erfolge
- Meister der Tercera División: 1988
- Meister der Cuarta División: 1984

## Bekannte ehemalige Spieler
- Nelson Cossio (* 1966), chilenischer Nationaltorwart, 1987 und 1989 bis 1990 leihweise bei Soinca Bata
- Óscar Fabbiani (* 1950), argentinisch-chilenischer Fußballspieler, 1989 bei Soinca Bata